# Oberea truncatipennis
Oberea truncatipennis là một loài bọ cánh cứng trong họ Cerambycidae.